# Virginel Iordache
Virginel Iordache (n. 22 aprilie 1959) este un senator român, ales în 2016.
În 2019 a fost implicat într-un scandal, după ce a solicitat un elicopter SMURD pentru a fi adus în Capitală. Virginel Iordache a fost internat în data de 14 mai 2019 la Spitalul Județean și a fost transferat cu elicopterul SMURD, în 16 mai, la Institutul „Matei Balș”. Diagnosticul pus inițial de medicii suceveni a fost enterovirus și endocardită a fost confirmat la Institutul „Matei Balș” din Capitală. În urma acestui incident a stârnit critici foarte mari pe rețele de socializare și în presă, fiind cunoscut de atunci ca „senatorul diaree”. În prezent, Virginel Iordache este directorul Colegiului Național de Informatică „Spiru Haret” din Suceava.